# Unità di misura dell'esercizio dei trasporti
Nell'esercizio dei sistemi di trasporto vengono usate diverse unità di misura idonee a definirne l'efficienza e a eseguire comparazioni statistiche.
In questa voce viene presentato un elenco sommario con le definizioni di massima. Per maggiori dettagli si rinvia alle voci sulle varie unità i misura.

## Generalità
- Capacità di trasporto [passeggeri x km]
- Capacità di trasporto [tonnellata x km]

## Strade
- Produzione [bus x km]

## Ferrovie
Si distinguono vari tipi di unità di misura, utilizzati dalle società ferroviarie e dall'Union Internationale des Chemins de fer
- Produzione [treno x km]
- Produzione [viaggiatore x km]
- Produzione [tonnellata x km]
- Produzione [locomotiva x km]
- Massa reale/Peso reale
- Massa frenata/Peso frenato